# Альона Муун
Альона Муун (рожд. име: Альона Мунтеану; род. 25 май 1989 в Кишинев) е молдовска певица.

## Кариера

### 2010 – 2011
През 2010 г. завършва на 3-то място в музикалната програма „Star Factory“ в Молдова. През 2011 г. печели музикалния фестивал „Dan Spataru“ в Румъния.

### Евровизия 2012
На „Евровизия 2012“ Альона Муун е беквокалистка на певеца Паша Парфени. Песента им „Lăutar“ се класира на 11-о място с 81 точки.

### Евровизия 2013
На националния молдовски финал Альона Муун изпява песента „A Million“, а Парфени ѝ акомпанира на пиано. Песента събира най-много точки от всички други песни в селекцията и певицата печели правото да представи Молдова в Малмьо. По-късно е обявено, че на „Евровизия 2013“ ще бъде изпратена версия на песента на молдовски (румънски) език, носеща заглавието „O Mie“.